# يريث (كامبريدجشير)
يريث (بالإنجليزية: Earith)‏ هي أبرشية مدنية تقع في المملكة المتحدة في إنجلترا. يقدر عدد سكانها بـ 1,677 نسمة .